# Евлогий (Смирнов)
Митрополи́т Евло́гий (в миру Ю́рий Васи́льевич Смирно́в; 13 января 1937, Кемерово, Западно-Сибирский край — 22 июля 2020, Москва) — епископ Русской православной церкви, митрополит Владимирский и Суздальский (1990—2018); доктор богословия (2014), Почётный гражданин города Владимира (2006) и Владимирской области (2017).

## Биография
Родился 13 января 1937 года в Кемерове, в рабочей семье, отец — водопроводчик, мать — повар. В семье было семеро сыновей и три дочери, за что их матери было присвоено почётное звание «Мать-героиня».
По собственным воспоминаниям: «В те годы в центре Кузбасса не было ни одного храма. Все святыни безжалостно снесли. Но стоило с благословения правящего архиерея — митрополита Новосибирского Варфоломея — прибыть сюда священнику, как народ тотчас ожил. Вскоре после приезда батюшка пришел к нам домой. Он крестил сразу пятерых человек, в том числе и меня — шестилетнего мальчика. Это был игумен Феодосий (Борисов), вернувшийся из ссылки в районе Ачинска (Сибирь)».
По окончании неполной средней школы, в 1955 году поступил в Московскую духовную семинарию, которую окончил в 1959 году.
С 1956 по 1960 год был иподиаконом у патриарха Алексия I. Весной 1960 года принят в число братии Троице-Сергиевой лавры.
Осенью призван в ряды Советской Армии. Срочную службу служил в Выборге три года и три месяца. После демобилизации и по 1967 год вновь служил иподиаконом у Алексия I.
15 марта 1965 года в день памяти Державной иконы Божией Матери наместником лавры архимандритом Платоном (Лобанковым) пострижен в монашество с именем Евлогий в честь мученика Евлогия Палестинского.
21 марта того же года в Богоявленском соборе в Елохове митрополитом Крутицким и Коломенским Пименом (Извековым) был хиротонисан в сан иеродиакона.
В 1966 году окончил Московскую духовную академию со степенью кандидата богословия, защитив богословскую работу по кафедре патрологии на тему «Домостроительство Божие по учению св. Иринея Лионского», после чего стал профессорским стипендиатом на кафедре гомилетики.
Исполнял различные послушания в Троице-Сергиевой лавре, преподавал церковно-канонические дисциплины в Московской духовной семинарии.
18 октября 1967 года, в день памяти Московских святителей, патриархом Алексием I в Елоховском соборе хиротонисан во иеромонаха.
В 1967 году назначен помощником, а в 1969 году — старшим помощником инспектора МДА.
4 июля 1969 года возведён в достоинство игумена и утвержден в звании доцента.
С 1972 по 1983 год исполнял послушание эконома объединённого хозяйства Троице-Сергиевой лавры и Московской духовной академии.
7 апреля 1973 года в день Благовещения Пресвятой Богородицы возведён в достоинство архимандрита.
С 1973 года — преподаватель литургики, сравнительного и пастырского богословия в Московских духовных школах.
В 1977 году удостоен учёной степени магистра богословия за труд «Православное монашество в служении Церкви и миру» (издан в 2000 году под названием «Премирное служение»).
В 1978 году возглавил кафедру истории Балканских Церквей в Московской духовной академии с присуждением звания профессора церковной истории.
23 мая 1983 года назначен наместником московского Данилова монастыря, переданного Советской властью Московской патриархии. Сразу после открытия к архимандриту Евлогию пришли около тридцати братьев, среди которых были будущие схиигумен Рафаил (Шишков) и архимандрит Даниил (Воронин). В основном это были монахи из Троице-Сергиевой лавры. Руководил реставрационными работами, которые начались в сентябре 1983 года. Служил на этом посту до сентября 1986 года. В 1998 году была опубликована книга «Это было чудо Божие», посвящённая возрождению обители. Игумен Кирилл (Сахаров) так писал о его служении на посту наместника Данилова монастыря: «Архимандрит Евлогий <…> произвёл на меня одно из самых сильных впечатлений в жизни: человек глубокого благочестия, колоссальной работоспособности, теплый проповедник, выдающийся организатор и строитель. Это был пример органичного сочетания усердного монашеского делания и неутомимой хозяйственной деятельности. Все были глубоко потрясены и опечалены его освобождением от должности наместника, говорили, что это было сделано под давлением властей, обеспокоенных размахом монашеской жизни в центре Москвы. Возникло также недопонимание по поводу продолжительных уставных служб».
В 1986—1988 годах — профессор кафедры пастырского богословия и первый проректор Московской духовной академии. Занимался ликвидацией последствий пожара в Московских духовных школах, случившегося ночью 28 сентября 1986 года (во время этого бедствия погибли пятеро семинаристов, сгорела часть зданий, был повреждён академический храм). К 1988 году восстановительные работы были в целом завершены.
18 мая 1988 года указом патриарха Пимена назначен наместником Введенской Оптиной пустыни. 3 июня 1988 года в возрождённой Оптиной пустыни был освящён первый престол в надвратной церкви в честь Владимирской иконы Божией Матери и состоялась первая Божественная литургия. С этого дня в возрождаемой обители совершается ежедневное богослужение. 6 июля 1988 года, в день празднования Владимирской иконы Божией Матери совершил в обители первый постриг. В июле того же 1988 года был освящен Введенский собор монастыря. 6 июня 1988 года старец Амвросий Оптинский был причислен к лику святых. 16 октября 1988 года состоялось обретение его мощей. 16 июля 1989 года в монастырь были перенесены обретённые мощи Нектария Оптинского. 1 февраля 1990 года состоялась частичная передача Иоанно-Предтеченского скита монастырю Оптина пустынь. В том же году возобновилась издательская деятельность Оптиной пустыни. К концу 1990 года в монастыре насчитывалось уже более 45 человек братии. Вслед за Оптиной пустынью была открыта Казанская женская обитель в Шамордине, основанная преподобным Амвросием Оптинским.

### Архиерейство
27 октября 1990 года решением Священного синода Русской православной церкви архимандриту Евлогию было определено стать епископом Владимирским и Суздальским. 10 ноября в Свято-Успенском кафедральном соборе Владимира состоялось наречение Евлогия во епископа Владимирского и Суздальского, а 11 ноября — хиротония, которую совершили патриарх Алексий II, архиепископ Рязанский и Касимовский Симон (Новиков), архиепископ Корсунский Валентин (Мищук), архиепископ Дюссельдорфский Лонгин (Талыпин), архиепископ Орехово-Зуевский Николай (Шкрумко), епископ Истринский Арсений (Епифанов) и епископ Подольский Виктор (Пьянков).
С 27 октября 1990 по 16 июля 1995 года был председателем Синодальной комиссии по делам монастырей Русской православной церкви.
25 февраля 1995 года по случаю 1000-летия Владимира Алексий II возвёл управляющего Владимирской епархией в сан архиепископа.
22 декабря 2006 года депутаты Владимирского городского совета приняли решение о присвоении архиепископу Владимирскому и Суздальскому Евлогию звания «Почётный гражданин города» «за активную созидательную деятельность по восстановлению памятников истории и архитектуры, возрождению исторических традиций Владимирской земли, большой личный вклад в воспитание молодёжи в духе общечеловеческих, нравственных ценностей, оказание помощи социально незащищённым жителям».
В июне 2008 года решением Архиерейского собора избран членом Общецерковного суда Русской православной церкви. Епископ Савва (Тутунов), что митрополит Евлогий запомнился ему «особой внимательностью к внутреннему состоянию участников судебных дел».
В 2012 году в связи с достижением 75-летнего возраста архиерей подал на имя патриарха Московского и всея Руси прошение об уходе на покой. Священный синод просил архиепископа Евлогия продолжить управление Владимирской епархией, выразив ему благодарность за труды по окормлению православной паствы Владимирской области.
16 июля 2013 года Священный синод выделил из Владимирской епархии две новые: Александровскую и Муромскую. Все три епархии были включены в новообразованную Владимирскую митрополию, главой которой стал архиепископ Евлогий, в связи с чем 18 июля в Троице-Сергиевой лавре патриархом Московским и всея Руси Кириллом возведён в сан митрополита.
15 июня 2014 года удостоен степени доктора богословия за труд «Православное монашество в служении Церкви и миру». 31 августа ректор МДА архиепископ Верейский Евгений (Решетников) вручил митрополиту Евлогию крест и диплом доктора в Покровском академическом храме МДА.
30 ноября 2017 года Архиерейский собор Русской православной церкви в связи с истечением срока полномочий члена Общецерковного суда выразил митрополиту Евлогию глубокую благодарность «за труды, понесённые в составе Общецерковного суда со времени его учреждения», а также назначил его советником Общецерковного суда.
28 декабря 2018 года решением Священного синода Русской православной церкви почислен на покой с выражением благодарности «за архипастырское окормление в течение многих лет Владимирской епархии, которое способствовало всестороннему развитию церковной жизни — увеличению числа приходов и численности духовенства, открытию монастырей и духовной школы, ведению конструктивного диалога с местными властями и общественными объединениями, а также за деятельность в качестве главы Владимирской митрополии».
3 января 2019 года возглавил прощальное богослужение в Успенском кафедральном соборе города Владимира. Перед началом богослужения он сказал: «Божественная литургия — это возношение даров наших сердец, это благодарение Господу нашему и Спасителю, это приобщение всех нас ко Господу через Чашу, через вкушение Его Тела и Крови… Нет места печали, унынию, нельзя отчаиваться. Нам приказано радоваться! Мы всем сегодня озолочены: открыты храмы, монастыри, духовные школы, идёт молитва. От нас требуется истинно живое свидетельство. Мы должны нести свет истины в окружающий мир, чтобы все люди могли почувствовать Бога и найти себя».
После ухода на покой остался во Владимире с проживанием в Успенском Княгинином монастыре. В июне 2019 года митрополит Евлогий возглавил божественную литургию в Успенском соборе во время традиционной встречи иконы Божией Матери из Боголюбского монастыря, когда новый митрополит Тихон (Емельянов) был в отъезде.
В последний месяц жизни «владыка Тихон пришёл к владыке Евлогию и так настоятельно попросил его всё же не отказываться от лечения… <…> А тогда он просто уж за послушание поехал 13 июля в больницу». Скончался в ночь с 22 на 23 июля 2020 года в Московской больнице святителя Алексия на 84-м году жизни. Отпевание новопреставленного архиерея состоялось 25 июля в Успенском кафедральном соборе Владимира. Похоронен в Георгиевском приделе Успенского собора.

## Награды
- Орден преподобного Сергия Радонежского I-й (13 января 2012)[28], II и III степени.
- Орден святого равноапостольного князя Владимира II и III степени.
- Орден святого благоверного князя Даниила Московского I (13 января 2017)[29] и II степени.
- Орден преподобного Серафима Саровского II степени.
- Орден Святого Креста и Гроба Господня всех трёх степеней Иерусалимской православной церкви.
- Орден святых Кирилла и Мефодия III степени Православной церкви Чешских земель и Словакии.
- ордена Украинской православной церкви и Белорусского экзархата, памятные медали и грамоты.
- Почётный гражданин города Владимира (22 декабря 2006)[2].
- Орден Почёта Кузбасса (13 января 2017)[30]
- Почётный гражданин Владимирской области (25 января 2017)[3].

## Публикации
- Вьетнамские гости в Московской духовной академии // Журнал Московской Патриархии. М., 1967. — № 11. — С. 56-57.
- Престольный праздник и годичный акт в Московских духовных школах // Журнал Московской Патриархии. М., 1967. — № 12. — С. 21-22.
- Блаженный путь в надежде воскресения // Журнал Московской Патриархии. М., 1970. — № 6. — С. 12-56. (в соавторстве)
- Полгода со дня кончины Святейшего Патриарха Алексия // Журнал Московской Патриархии. М., 1970. — № 12. — С. 9-10.
- Церковное празднество в честь святого равноапостольного Николая в Московской духовной академии // Журнал Московской Патриархии. М., 1971. — № 4. — С. 24-25
- Первая годовщина со дня кончины Патриарха Алексия // Журнал Московской Патриархии. М., 1971. — № 5. — С. 6-7.
- «Премудрость созда себе дом» // Журнал Московской Патриархии. М., 1971. — № 10. — С. 36.
- Иверская икона Божией Матери // Журнал Московской Патриархии. М., 1972. — № 5. — С. 28-32.
- Братский молебен // Журнал Московской Патриархии. М., 1972. — № 7. — С. 18-20.
- Вечная память почившим [Феодорит (Воробьев), архимандрит, Троице-Сергиева Лавра] // Журнал Московской Патриархии. М., 1973. — № 3. — С. 29-30.
- Храм Божий // Журнал Московской Патриархии. М., 1973. — № 10. — С. 75-78.
- В день памяти Преподобного Сергия // Журнал Московской Патриархии. М., 1973. — № 10. — С. 38-39.
- Жизнь и апостольские труды митрополита Иннокентия (Вениаминова) (1797—1879) // Журнал Московской Патриархии. М., 1975. — № 3. — С. 58-65.
- Слово на Крещение Господне // Журнал Московской Патриархии. М., 1976. — № 1. — С. 39.
- Основы духовной жизни по учению Евангелия Христова // Журнал Московской Патриархии. М., 1976. — № 10. — С. 72-77.
- В день памяти преподобного Никона Радонежского // Журнал Московской Патриархии. М., 1976. — № 11. — С. 31-32
- Апостольское служение иноков Православной Церкви // Журнал Московской Патриархии. М., 1978. — № 5. — С. 66-70.
- Служение православных иноков миру // Журнал Московской Патриархии. М., 1978. — № 6. — С. 68-71.
- Великий ангельский образ в православном монашестве // Журнал Московской Патриархии. М., 1979. — № 8. — С. 23-27.
- Вечная память почившим [Серафим (Шинкарев), архимандрит, Троице-Сергиева Лавра] // Журнал Московской Патриархии. М., 1980. — № 5. — С. 27-28.
- «Память его в род и род» (10-я годовщина со дня кончины Святейшего Патриарха Алексия) // Журнал Московской Патриархии. М., 1980. — № 6. — С. 12-14.
- Храм Московских Духовных школ (история и последняя реставрация) // Журнал Московской Патриархии. М., 1981. — № 6. — С. 22-24.
- Собор Радонежских святых — престольный праздник Сергиевой Лавры // Журнал Московской Патриархии. М., 1981. — № 10. — С. 17-19.
- Учение святых отцов о христианском подвиге жизни // Журнал Московской Патриархии. М., 1982. — № 7. — С. 75-78.
- Торжество Пасхи Христовой // Журнал Московской Патриархии. М., 1983. — № 5. — С. 31-33.
- Небесный покровитель Московской Руси // Журнал Московской Патриархии. М., 1983. — № 10. — С. 5-8.
- Праведный светоч жизни // Журнал Московской Патриархии. М., 1983. — № 11. — С. 31-33.
- Посещение Святейшим Патриархом Пименом Даниловского монастыря // Журнал Московской Патриархии. М., 1984. — № 1. — С. 18-19.
- Восстановительные работы в Даниловом монастыре начаты // Журнал Московской Патриархии. М., 1984. — № 1. — С. 19.
- Рождественские поздравления Святейшего Патриарха Пимена: в Московском Даниловом монастыре // Журнал Московской Патриархии. М., 1984. — № 3. — С. 11-12.
- Празднование памяти святого князя Московского Даниила // Журнал Московской Патриархии. М., 1984. — № 5. — С. 13-14
- О церковном и общественном служении православного монашества // Журнал Московской Патриархии. М., 1984. — № 11. — С. 70-77.
- Праздник в честь Владимирской иконы Божией Матери в Даниловом монастыре // Журнал Московской Патриархии. М., 1985. — № 11. — С. 47.
- Великое знамение Божественной любви (в Великий Пяток) // Журнал Московской Патриархии. М., 1986. — № 3. — С. 36-38.
- Введение во храм Пресвятой Богородицы // Журнал Московской Патриархии. М., 1986. — № 11. — С. 40-42.
- Основы православного монашества // Журнал Московской Патриархии. М., 1987. — № 9. — С. 74-75
- Духовная опора Церкви // Журнал Московской Патриархии. М., 1988. — № 6. — С. 36-37.
- Возрождение Оптиной пустыни // Журнал Московской Патриархии. М., 1989. — № 2. — С. 21-22.
- Первый престольный праздник в Оптиной // Журнал Московской Патриархии. М., 1989. — № 7. — С. 19-20.
- Немеркнущий светильник: [Годовщина со дня обретения мощей прп. Амвросия Оптинского] // Журнал Московской Патриархии. М., 1990. — № 3. — С. 19-20.
- Радостные дни в Оптиной // Журнал Московской Патриархии. М., 1990. — № 7. — С. 40-41.
- Московский Патриархат, Управляющий Владимирской епархией // Суздальский паломник. 1991. — № 3, февраль. Суздаль. — С. 3-4
- Мир нуждается в отшельниках // Памятники Отечества. Быль монастырская. Альманах. — № 2-3, Москва : Русская книга, 1992. — С. 178—183.
- Возрождение Соловецкой обители // Журнал Московской Патриархии. М., 1992. — № 5. — С. 11
- Обращение Преосвященнейшего Евлогия, Епископа Владимирского и Суздальского, к бывшим чадам Русской Православной Церкви, сущим в расколе — в так называемой «Зарубежной Церкви» // Призыв. 1993. 14 августа
- Старчество и русская религиозная жизнь // Путь Православия. М., 1994. — № 3. — С. 24-33
- Заключительное слово // Единство Церкви: богословская конференция. 15 — 16 ноября 1994 г. — М. : Издательство Православного Свято-Тихоновского Богословского института, 1996. — 288 с. — ISBN 5-7429-0017-1. — С. 278—280
- Слово на Рождество Христово (чудо Божественного смирения) // Журнал Московской Патриархии. М., 1996. — № 1. — С. 61-62.
- Последнее целование // Журнал Московской Патриархии. М., 1996. — № 8. — С. 44-45.
- Благодатный юбилей святителя (история Отечества: лики и лица) // Журнал Московской Патриархии. М., 1997. — № 11. — С. 55-58.
- Праздничное обращение ко всей православной пастве Владимирской земли по случаю 700-летия Максимовской иконы Божией Матери // Журнал Московской Патриархии. М., 1999. — № 6. — С. 44-46.
- Служение как спасение // Журнал Московской Патриархии. М., 2001. — № 1. — С. 94-95.
- Свет московской обители // «Воскресная школа», газета. 2002. — № 33. — С. 4.
- Св. Ириней Лионский о домостроительстве спасения // «Свет невечерний». — № 2, Владимир, 2002.
- Духовное наследие оптинских старцев // Церковь и время: научно-богословский и церковно-общественный журнал: Отдел внешних церковных связей Московского Патриархата. 2002 — № 4 (21) — С. 129—137
- Предисловие // Судогодское благочиние: история приходов и храмов. — изд. 2-е, доп. — Владимир; Судогда; 2015. — 132 c. ил. ISBN 978-5-8311-0888-0, стр. 3
- Выступление первого наместника Введенской Оптиной пустыни архимандрита Евлогия (Смирнова) в Московском доме архитекторов 21 октября 1988 г. // optina.ru, 17 ноября 2017
- Доклад митрополита Владимирского и Суздальского Евлогия. Вклад Владимирской епархии в деятельность Поместного собора Русской Православной Церкви 1917—1918 гг. // sobor33.ru, 11.12.2017

- Православное монашество в служении Церкви и миру: Дисс. … магистра богословия. Машинопись. — Загорск: Троице-Сергиева лавра, 1977.
- Это было чудо Божие: История возрождения Данилова монастыря. — М., 1998
  - Это было чудо Божие: История возрождения Данилова монастыря. — М.: Даниловский благовестник, 2000. — 331, [1] с. — ISBN 5-89101-079-8.
  - Это было чудо Божие: история возрождения Данилова монастыря. — Владимир: Транзит-ИКС, 2013. — 228, [3] с. — ISBN 978-5-8311-0787-6.
- Премирное Служение. — Владимир: Владимирская епархия, 2000. — 119 с.
  - Премирное служение. Владимир : Транзит-ИКС, 2017. — 263 с. : ил.
- Псалтирь с переводом и пояснениями малопонятных слов: краткие размышления над псалмами. — Владимир: Изд. Владимирской епархии, 2007. — 310, [1] с. — ISBN 5-8311-0199-1.
- Афон глазами инока-паломника : дневниковые записи. — [б. м.]: ВЕЛТ, 2008. — 71 с. — ISBN 978-5-91647-011-6.
- Вечные класы Псалтири. — Владимир: Транзит-ИКС, 2011. — 119, [1] с. — ISBN 978-5-8311-0574-5.
- Учение святого Иринея Лионского о домостроительстве спасения. — Владимир: Транзит-Икс, 2011. — 143 с. — ISBN 978-5-8311-0574-2.
- Данилов монастырь: дневник возрождения: к 30-летию открытия 1983—2013. — [Александров]: Владимирская епархия, Свято-Успенский монастырь города Александрова, 2013. — 56 c. : ил., портр.
- От псалма к псалму. — Владимир: Изд. Владимирской епархии, 2015. — 231 с. — ISBN 978-5-8311-0920-7. — 1000 экз.

- Интервью газете «Русь Державная» // Единство Церкви: богословская конференция. 15 — 16 ноября 1994 г. — М. : Издательство Православного Свято-Тихоновского Богословского института, 1996. — 288 с. — ISBN 5-7429-0017-1 — С. 5—6
- Русь дышит православием // prizyv.ru, 10 октября 2002
- Екатерина Борисова «Воспитание ‑ это, по сути, вопрос рождения ребенка» // Владимирские ведомости, 25 сентября 2010
- Архиепископ Владимирский и Суздальский Евлогий: Любовь к Богу и людям не знает одиночества // pravmir.ru, 8 декабря 2011
- «Открытие каждого монастыря предваряло чудо» // monasterium.ru, 11 января 2017
- Митрополит Евлогий: «У Бога все живы, даже те, кто умерли» (ВИДЕО) // телерадиокомпания «Губерния», 17 января 2017
- Первую Литургию начали с панихиды по почившим оптинским старцам // monasterium.ru, 9 июля 2018